# Liste von Windkraftanlagen in Luxemburg
Die Liste von Windkraftanlagen in Luxemburg bietet einen Überblick über die installierten Windkraftanlagen im Großherzogtum Luxemburg. Da laufend neue Windkraftanlagen errichtet werden, erhebt diese Liste keinen Anspruch auf Vollständigkeit.
Ende der 1990er-Jahre wurden in Luxemburg die ersten Windkraftanlagen und -parks errichtet. Mittlerweile stehen im ganzen Land mehr als 50 Anlagen. Die größten und bedeutendsten Parks befinden sich im Norden des Landes auf den Höhen des Ösling. Insgesamt lag der Anteil der Windkraft an der Stromerzeugung Luxemburgs in den Jahren 2017 bis 2022 jeweils knapp über einem Viertel, 2023 bei etwa 43 %. Die installierte Gesamtleistung der Windenergieanlagen lag Ende 2024 bei 214 MW.

## Übersicht
| Name                                  | Baujahr                       | Gesamt- leistung (MW) | Anzahl | Typ (WKA) | Ort                 | Kanton              | Koordinaten                 | Projektierer / Betreiber                                                     | Bemerkungen |
| ------------------------------------- | ----------------------------- | --------------------- | ------ | --- | ------------------- | ------------------- | --------------------------- | ---------------------------------------------------------------------------- | --- |
| Windkraftanlage Beckerich             | 2025                          | 4,2                   | 1      | Enercon E-138 EP3 E2 (1×)                                                                                    | Beckerich           | Redingen            | 50° 43′ 25″ N, 5° 52′ 25″ O | Oekostroum                                                                   | errichtet an der Grenze zu Belgien |
| Windkraftanlage Boxhorn               | 2010                          | 0,8                   | 1      | Enercon E-53 (1×)                                                                                            | Boxhorn             | Clerf               | 50° 4′ 28″ N, 5° 59′ 46″ O  | etika, Spuerkeess, Haardwand Sarl                                            | |
| Windkraftanlage Doennange             | 2010                          | 0,8                   | 1      | Enercon E-53 (1×)                                                                                            | Doennange           | Clerf               | 50° 3′ 44″ N, 5° 58′ 24″ O  | etika, Spuerkeess, Haardwand Sarl                                            | |
| Windkraftanlage Ettelbrück-Karelshaff | 2024                          | 4,26                  | 1      | Enercon E-138 EP3 E3 (1×)                                                                                    | Ettelbrück          | Diekirch            | 49° 49′ 44″ N, 6° 2′ 47″ O  | Soler                                                                        | |
| Windkraftanlage Feelen                | 2018                          | 3,0                   | 1      | Siemens SWT-3.0-113 (1×)                                                                                     | Feelen              | Diekirch            | 49° 52′ 24″ N, 6° 1′ 16″ O  | Ökostrom Feelen                                                              | |
| Windkraftanlagen Garnich              | 2020                          | 6,4                   | 2      | Enercon E-115 E2 (2×)                                                                                        | Garnich             | Capellen            | 49° 36′ 29″ N, 5° 54′ 32″ O | etika                                                                        | |
| Windkraftanlagen Manternach           | 2025                          | 4,26                  | 1      | Enercon E-138 EP3 E3 (1×)                                                                                    | Lellig              | Grevenmacher        | 49° 43′ 34″ N, 6° 25′ 15″ O | Soler                                                                        | in Bau |
| Windkraftanlagen Monnerich            | 2024                          | 4,2                   | 1      | Enercon E-138 EP3 E2 (1×)                                                                                    | Monnerich           | Esch an der Alzette | 49° 32′ 32″ N, 6° 3′ 31″ O  | Soler                                                                        | |
| Windkraftanlage Pafieberg             | 1996 2020                     | 3,2                   | 1      | Enercon E-115 E2 (1×)                                                                                        | Mompach             | Echternach          | 49° 45′ 35″ N, 6° 26′ 42″ O | Société Électrique de l'Our, Windpower S.A.                                  | 2020 Repowering (1× Enercon E-115 E2 statt 4× Micon M1500-600) |
| Windkraftanlage Roeser                | 2024                          | 4,2                   | 1      | Enercon E-115 EP3 E3 (1×)                                                                                    | Roeser              | Esch an der Alzette | 49° 30′ 55″ N, 6° 7′ 52″ O  | Soler                                                                        | |
| Windkraftanlagen Reimberg             | 2001                          | 1,2                   | 2      | DeWind D4/48 (2×)                                                                                            | Reimberg            | Redingen            | 49° 47′ 27″ N, 5° 57′ 24″ O | Energieatelier Réiden                                                        | |
| Windkraftanlage Remerschen            | 1998                          | 0,6                   | 1      | NEG Micon NM48/600 (1×)                                                                                      | Remerschen          | Remich              | 49° 29′ 26″ N, 6° 20′ 27″ O | Agence de l'Energie S.A., Energiepark Remerschen                             | errichtet neben Wasserturm Remerschen, mittlerweile abgebaut |
| Windpark Binsfeld                     | 2012                          | 11,5                  | 5      | Enercon E-82 E2 (5×)                                                                                         | Binsfeld            | Clerf               | 50° 6′ 38″ N, 6° 1′ 12″ O   | Société Électrique de l'Our, Wandpark Bënzelt S.A.                           | |
| Windpark Burer Berg                   | 2008                          | 8,0                   | 4      | Enercon E-70 (4×)                                                                                            | Mompach             | Echternach          | 49° 45′ 27″ N, 6° 29′ 24″ O | Société Électrique de l'Our, Wandpark Burer Bierg S.A.                       | Repowering geplant (2× Enercon E-138 EP3 E3 statt 4× Enercon E-70) |
| Windpark Dalheim                      | 2023                          | 21,0                  | 4      | Enercon E-115 EP3 E3 (5×)                                                                                    | Dalheim             | Remich              | 49° 32′ 48″ N, 6° 14′ 6″ O  | Soler                                                                        | |
| Windpark Ernztal                      | 2024                          | 12,6                  | 3      | Enercon E-115 EP3 E3 (3×)                                                                                    | Ernztalgemeinde     | Diekirch            | 49° 49′ 46″ N, 6° 14′ 13″ O | Soler                                                                        | |
| Windpark Hengischt                    | 1998 1999 2004 2012 2016 2022 | 27,8                  | 12     | NEG Micon NM60/1000 (4×) Enercon E-82 E2 (2×) Enercon E-92 (2×) Enercon E-115 (2×) Enercon E-138 EP3 E2 (2×) | Hengischt           | Clerf               | 50° 6′ 22″ N, 6° 4′ 50″ O   | Société Électrique de l'Our, Wandpark Hengischt S.A.                         | Repowering 2016 (2× Enercon E-92 statt 3× NEG Micon NM48/600 und 1× NEG Micon NM60/1000) 2021–2022 weiteres Repowering (2× Enercon E-138 EP3 E2 statt 3× Enercon E-66/18.70) |
| Windpark Hosingen-Putscheid           | 2016                          | 16,9                  | 6      | Enercon E-92 (2×) Enercon E-115 (4×)                                                                         | Hosingen Putscheid  | Clerf Vianden       | 49° 57′ 49″ N, 6° 4′ 41″ O  | Société Électrique de l'Our, Wandpark Housen-Pëtschent S.A.                  | |
| Windpark Kehmen-Heiderscheid          | 1998 2004 2015 2021-2022      | 23,85                 | 7      | Enercon E-92 (3×) Enercon E-138 EP3 E2 (4×)                                                                  | Kehmen Heiderscheid | Wiltz               | 49° 53′ 39″ N, 6° 0′ 51″ O  | Wand an Waasser, Société Électrique de l'Our, Wandpark Kehmen-Heischent S.A. | Repowering 2021 (4× Enercon E-138 EP3 E2 statt 7× Enercon E-66/18.70 und 3× Enercon E-40/5.40)                                                                               |
| Windpark Mersch                       | 2025                          | 16,8                  | 4      | Enercon E-115 EP3 E3 (4×)                                                                                    | Mersch Lintgen      | Mersch              | 49° 44′ 13″ N, 6° 8′ 37″ O  | Soler                                                                        | in Bau |
| Windpark Roullingen-Goesdorf          | 2016                          | 12,2                  | 4      | Enercon E-115 (4×)                                                                                           | Roullingen Goesdorf | Wiltz               | 49° 56′ 51″ N, 5° 56′ 18″ O | Société Électrique de l'Our, Wandpark Rulljen-Géisdref S.A.                  | |
| Windpark Stockem                      | 2004 2019                     | 4,2                   | 3      | Enercon E-40/6.44 (2×) Enercon E-115 (1×)                                                                    | Stockem             | Clerf               | 50° 4′ 11″ N, 5° 56′ 51″ O  | etika, Spuerkeess, Haardwand Sarl                                            | |
| Windpark Weiler                       | 2016                          | 21,0                  | 7      | Siemens SWT-3.0-113 (7×)                                                                                     | Weiler              | Clerf               | 50° 7′ 2″ N, 5° 57′ 6″ O    | OekoStroum Weiler S.A.                                                       | |
| Windpark Wincrange                    | 1998 2019 2024                | 26,1                  | 8      | Nordex N131/3300 (7×) Enercon E-115 EP3 E3 2.99 (1×)                                                         | Wincrange           | Clerf               | 50° 1′ 21″ N, 5° 52′ 57″ O  | Nordwand, Megawand, PW34 S.a.r.l.                                            | 2024 Repowering (1× Enercon E-115 EP3 E3 2.99 statt 4× DeWind D4/48) |

### Übersicht und Listen
- Windpower Datenbank, Luxemburg
- Energie éolienne (Stand 2012)

### Hersteller
- DeWind Co.: Offizielle Website. Abgerufen am 3. November 2013.
- Enercon GmbH: Offizielle Website. Abgerufen am 3. November 2013.
- Vestas Wind Systems A/S: Offizielle Website. Abgerufen am 3. November 2013.
- Siemens Wind Power: Offizielle Website. Abgerufen am 10. Februar 2017.

### Projektierer / Betreiber
- energieagence: Offizielle Website. Abgerufen am 10. Februar 2017.
- etika: Offizielle Website. Abgerufen am 10. Februar 2017.
- OekoStroum Weiler: Offizielle Website. Abgerufen am 10. Februar 2017.
- Société Électrique de l'Our: Offizielle Website. Abgerufen am 10. Februar 2017.